# Nova Vulgata
Latinski prijevod Biblije Nova Vulgata Bibliorum Sacrorum Editio, obično nazvan kao Nova Vulgata, "nova inačica Biblije", je pokušaj modernizacije Vulgate koju je izdala Katolička crkva 1979. Ova inačica je izdata po nalogu Drugog vatikanskog sabora.

## Vanjske poveznice
- Nova Vulgata na službenoj stranici Vatikana
- Novum testamentum
- Vetus testamentum